# Ben Ainslie
Pour les articles homonymes, voir Ainslie.
Sir Charles Benedict (Ben) Ainslie, né le 5 février 1977 à Macclesfield (Angleterre), est un marin britannique qui a gagné quatre médailles d'or et une médaille d'argent en catégories Finn et Laser aux Jeux olympiques, palmarès qui le place au premier rang des marins olympiques, ainsi que le seul quadruple médaillé d'or avec le Danois Paul Elvström et le seul à être monté cinq fois sur les podiums en cinq Jeux olympiques avec les Brésiliens Torben Grael et Robert Scheidt.
En septembre 2013 à San Francisco, Ben Ainslie remporte la Coupe de l'America en tant que tacticien dans la cellule arrière du bateau américain Oracle Team USA.

## Carrière
Ainslie commence sa carrière professionnelle en 1993, quand il remporte le championnat mondial de Laser Radial. Il est sélectionné pour les Olympiques de 1996, où il remporte la médaille d'argent en Laser. 4 ans plus tard en 2000, il remporte la médaille d'or en même classe. Pour les Olympiques de 2004, il prend 18 kg et participe en classe Finn, remportant encore une fois le titre olympique, un exploit qu'il répète aux Jeux de Pékin et de Londres.

## Palmarès

### Jeux olympiques
- Jeux olympiques de 1996 à Atlanta (États-Unis) : 
  -  Médaille d'argent en Laser
- Jeux olympiques de 2000 à Sydney (Australie) : 
  -  Médaille d'or en Laser
- Jeux olympiques de 2004 à Athènes (Grèce) : 
  -  Médaille d'or en Finn
- Jeux olympiques de 2008 à Pékin (Chine) : 
  -  Médaille d'or en Finn
- Jeux olympiques de 2012 à Londres (Royaume-Uni) : 
  -  Médaille d'or en Finn

### Coupe de l'America
- Vainqueur en 2013 de la Coupe de l'America avec Oracle Team USA qui s'impose par 9 victoires à 8 le 25 septembre 2013 à San Francisco face au catamaran néo-zélandais Emirates Team New Zealand.

## Distinction
- Marin de l'année (ISAF) 2012

## Autres
Ainslie est ambassadeur de Corum, horlogerie suisse.